# Chariton Nikanorowitsch Slaworossow

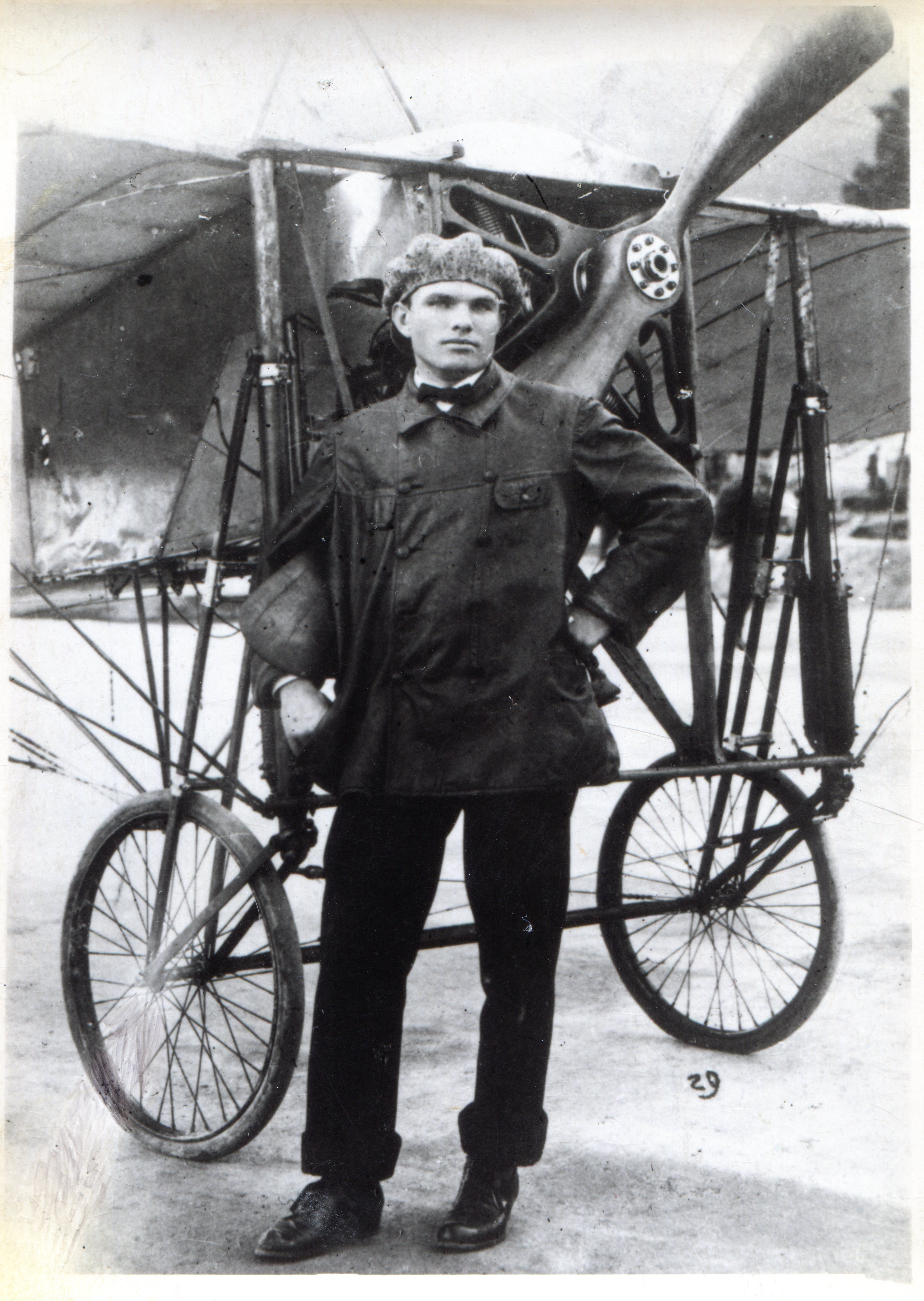
Chariton Nikanorowitsch Slaworossow

Chariton Nikanorowitsch Slaworossow (Pseudonym), geboren Charyton Nykanorowytsch Semenenko, (ukrainisch Харитон Никанорович Семененко (Славоросов); * 29. Septemberjul. / 11. Oktober 1886greg. im Dorf Domaschlin, Gouvernement Tschernigow; † 1941 in Medweschjegorsk) war ein russisch-sowjetischer Pilot und Hochschullehrer.

## Leben
Slaworossows Vater Nikanor Danilowitsch Semenenko stammte aus einer Saporoger Kosakenfamilie. Von seinen acht Kindern überlebten nur vier. Als Fünfjähriger kam Slaworossow mit der Familie nach Odessa, wo sein Vater als Hausmeister arbeitete. Die Mutter Akulina Loginowna verfiel in Depressionen, so dass Slaworossow als ältestes Kind die Hausarbeit übernehmen musste. Er war ein ausgezeichneter Schüler in der Volksschule. Seine Hausaufgaben erledigte er auf der Straße unter einer Straßenlaterne, weil das Geld für das Petroleum für die Beleuchtung zu Hause fehlte. Er hatte das absolute Gehör und sang im Kirchenchor der Verklärungskathedrale.
Nach der Volksschule absolvierte Slaworossow die Gewerbeschule und die Schule für Schiffsmaschinisten. Als Fünfzehnjähriger arbeitete er darauf als Maschinist auf einem Dampfer. Er begeisterte sich für den Radsport und wurde Mechaniker in einer Fahrradwerkstatt. Er nahm an Radrennen teil und lernte Sergei Issajewitsch Utotschkin kennen, der ihn mit Michail Nikiforowitsch Jefimow bekannt machte. Er gewann die Meisterschaft in Odessa und im Nordkaukasus. Als er im Odessaer Zirkus auftrat und an der Zylinderwand fuhr, nahm er sein Pseudonym Slaworossow an.
Als Slaworossow erfuhr, dass Utotschkin und Jefimow Piloten geworden waren, fuhr Slaworossow im Herbst 1910 nach St. Petersburg zum Allrussischen Luftfahrtfest, sprach dort Jefimow an und war darauf dessen Mechaniker dort, wodurch er schnell die Flugzeugtechnik erlernte. Als dann Jefimow Leiter der Katscha-Militärhochschule für Luftfahrt und Piloten in Sewastopol wurde, empfahl er Slaworossow dem Piloten Henrik Segno, der für die gerade eröffnete Flugschule der Gesellschaft Awiata in Warschau einen Mechaniker suchte. Hier reparierte Slaworossow ein abgestürztes Flugzeug und lernte heimlich das Fliegen. Er legte dann die Prüfung ab und erhielt den Flugschein Nr. 40. Darauf wurde er 1. Pilot der Awiata und Fluglehrer. Sein Lieblingsschüler war der Dichter Wassili Wassiljewitsch Kamenski, der ihm das Gedicht Tango c Korowami (Tango mit Kühen) widmete. Als die Awiata ihre Einrichtungen in Warschau an das russische Kriegsministerium verkaufte, war Slaworossows Abschiedsgeschenk an die Warschauer sein Flug mit einer Blériot unter einer Weichselbrücke hindurch, wofür er eine hohe Geldstrafe erhielt.
1912 errang Slaworossow bei den Wiener Flugwettbewerben auf dem Flugplatz Wiener Neustadt den 3. Platz. Im Sommer und Herbst 1912 führte er dann Flugschauen in Karlsbad, Marienbad, Franzensbad, Prag, Sankt Jakobi, Meran, Bozen, Brixen und weiteren Orten Österreich-Ungarns durch. Am bedeutendsten waren seine Flüge Karlsbad-Marienbad-Franzensbad und Mailand-Turin. In Sankt Veith begeisterten seine Flüge den jungen Robert Ljudwigowitsch Bartini, Adoptivsohn des Vizegouverneurs von Sankt Veith Baron Lodovico Oros di Bartini, für die Luftfahrt.

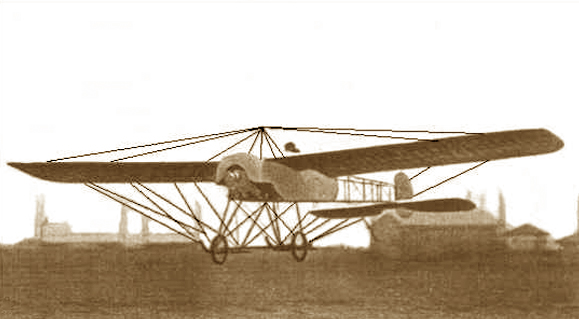
Slaworossows Start mit einer Ca.16 am 26. Februar 1913

Bei einer Flugschau in Vizzola Ticino im Januar 1913 wollte Slaworossow von der Firma Caproni einen Propeller für seine Blériot kaufen, worauf Giovanni Battista Caproni ihn einlud, bei ihm als Testpilot zu arbeiten. Am 23. Januar stellte Slaworossow mehrere Geschwindigkeitsweltrekorde auf. Nach einer Idee der Gazzetta dello Sport folgte am 26. Februar 1913 der Flug Vizzola-Mailand-Genua-Pisa-Rom mit einer Caproni Ca.16. Vom Aero Club d’Italia erhielt er die Grande Medaglia d'Oro. Er lud Pjotr Nikolajewitsch Nesterow ein, mit ihm Flüge in europäischen Hauptstädten zu veranstalten, was Nesterow wegen seines Vertrages als Militärpilot ablehnte. Slaworossow wohnte in Vizzola neben dem Caproni-Werk und der Flugschule, in der die erste italienische Pilotin Rosina Ferrario gerade ihre Ausbildung abgeschlossen hatte. Im April 1913 führte Capitano Alberto Felice Marenghi-Marenco auf dem Flugplatz Turin-Mirafiori einen internationalen Militärflugwettbewerb durch, um die neuen italienischen Flugzeuge vorzustellen. Am 19. April führte Slaworossow die Flugzeuge der Firma Caproni vor. Nachdem er 7 von 10 Runden gewonnen hatte, verunglückte er bei der Landung nach der 8. Runde, wobei die Maschine in Flammen aufging. Zur Hilfe eilte allein Marenghi-Marenco, der Slaworossow aus den brennenden Trümmern zog. Für den mitgeflogenen Flugschüler Francesco Galo kam die Hilfe zu spät. Nach einer sechsmonatigen Krankenhausbehandlung kehrte Slaworossow in die Luftfahrt zurück.
Im Januar 1914 ging Slaworossow nach Paris. Er traf sich mit den Piloten Jules Védrines, Roland Garros, Georges Leganier und Adolphe Pégoud. Védrines und Garros verhalfen ihm zu einer Stelle als Gastpilot bei den Firmen Caudron und Morane-Saulnier. Er verkehrte im Café de la Rotonde und machte sich mit Ilja Grigorjewitsch Ehrenburg, Maximilian Alexandrowitsch Woloschin, dem Satirikon-Redakteur Pjotr Petrowitsch Potjomkin und seiner Frau Jewgenija Chowanskaja und anderen Vertretern der russischen Bohème bekannt. Befreundet war er mit Max Linder und dem Boxer Jack Johnson. Ehrenburg stellte ihm Pablo Picasso, Amedeo Modigliani, Diego Rivera, Serge Fotinsky, Marc Chagall, Chaim Soutine und andere Künstler vor. Bei den internationalen Flugwettbewerben auf dem Flugfeld Aspern verunglückte am 22. Juni 1914 Slaworossow bei einem Testflug, wobei er unverletzt blieb, während die Maschine in Trümmern lag.
Nach Beginn des Ersten Weltkriegs traten russische Piloten als Freiwillige in die französische Armee ein. Slaworossow kam in die 1. Fluggruppe in Dijon und dann in die École d’Avord, wo er am 3. September 1914 das Militärpilotenpatent Nr. 585 erhielt. Er diente dann bei Paris als Ausbilder und leitete Aufklärungsflüge. Im Februar 1915 wurde er im Krankenhaus in Versailles wegen Invalidität demobilisiert. Er reiste nach Petrograd und übernahm im Sommer 1915 im PTA-Flugzeugwerk Wladimir Alexandrowitsch Lebedews die Auslieferung der Farman-Flugzeuge. Er reaktivierte die Flugschule des Allrussischen Aeroclubs und bildete illegalerweise Matrosen und Soldaten aus. Dann trat er in die Automobil- und Luftfahrt-Druschina ein, erhielt den Titel Saurjad-praporschtschik und wurde bald zum Chef der Druschina gewählt.
Nach der Oktoberrevolution begann Slaworossow das Studium am Polytechnischen Institut Tomsk in der Mechanik-Mathematik-Fakultät. Dort kam er in engen Kontakt mit dem künftigen Flugzeugkonstrukteur Nikolai Iljitsch Kamow. Dann wurde Slaworossow nach Moskau zum weiteren Studium an der neuen Militärakademie für Ingenieure der Luftstreitkräfte „Prof. N. J. Schukowski“ geschickt. Das Thema seines Diplomprojekts war die Fluglinie Odessa-Konstantinopel. Darauf arbeitete er in der Transportflugorganisation Dobroljot. Drei Jahre lang war er technischer Direktor der Zentralasien-Abteilung, die die Linie Taschkent-Kabul betrieb. 1926 entwickelte er das Fluglinienprojekt Moskau-Peking. Durchgeführt wurde das Projekt von den Piloten Michail Michailowitsch Gromow, Michail Alexandrowitsch Wolkowoinow, Nikita Iwanowitsch Naidjonow, Arkadi Nikiforowitsch Jekatow, Iwan Poljakow und Slaworossows Schüler Apollinari Iwanowitsch Tomaschewski. Die schwierigste Strecke Ulan-Bator -Peking übernahm Slaworossow selbst. Einer seiner Praktikanten war Iossif Alexandrowitsch Berlin, der später Stellvertreter Robert Bartinis wurde. Der spätere Pilot Michail Wassiljewitsch Wodopjanow war Slaworossows Mechaniker.
Slaworossow lehrte an der Moskauer Technischen Bauman-Hochschule (MWTU), am Moskauer Energetischen Institut (MEI), am Moskauer Staatlichen Luftfahrtinstitut (MAI) und am Leningrader Institut für Zivilluftfahrt. Er war befreundet mit dem Aerodynamiker Wladimir Sergejewitsch Pyschnow, dem Piloten Anatoli Koschebatkin und dem Literaturwissenschaftler Pawel Jelissejewitsch Schtschogolew.
Slaworossow setzte sich für die Wiederbelebung des Segelflugsports ein. Er Schlug einen allrussischen Segelflugwettbewerb vor, für dessen Preis er seine Vorlesungshonorare zur Verfügung stellte. Er bereitete einen Flug durch Tibet vor.
Im Zusammenhang mit dem von Israil Moissejewitsch Leplewski von der OGPU organisierten sogenannten Frühling-Prozess gegen Offiziere der Roten Armee, die vorher in der Kaiserlich Russischen Armee und vor allem in den Garderegimentern gedient hatten, sowie auch weiße Offiziere wurde im März 1930 Slaworossows Freund Konstantin Wassiljewitsch Akaschew verhaftet, den er seit seiner Zeit in Frankreich kannte. Im selben Jahr wurde auch Slaworossow als französischer Spion verhaftet aufgrund einer erzwungenen Aussage eines Kollegen. Er wurde zur Lagerhaft verurteilt und arbeitete im NKWD-Konstruktionsbüro (Scharaschka) in Medweschjegorsk. 1941 wurde Slaworossows Familie sein Tod in der Verbannung mitgeteilt.
Slaworossow war verheiratet mit Tatjana Alexandrowna geborene Grazianowa (1898–1982, Tochter des Arztes Alexander Alexejewitsch Grazianow) und hatte einen Sohn Alexei Charitonowitsch Slaworossow (1916–1995), der Bergbau-Ingenieur wurde. Jewgenija Alexejewna Slaworossowa (* 1951) und Arkadi Alexejewitsch Slaworossow (1957–2005) sind/waren Dichter und Enkel Slaworossows.
Am 22. Juli 1963 wurde Slaworossow durch Beschluss des Militärtribunals des Moskauer Militärbezirks rehabilitiert.